# Parada de Sangueta del TRAM d'Alacant
Sangueta és una estació de les línies 1, 3, 4 i 5 del TRAM Metropolità d'Alacant que actuava com a bescanviador entre aquestes. Es troba propera al barri de Sangueta, al Club de Regates i al Centre Comercial Plaza Mar II, malgrat que no disposa d'accés a ell.

## Característiques
Aquesta estació compta amb tres vies i dues andanes. Per dos d'aquestes circulen trens amb direcció a Estels o a diferents punts del nord de la ciutat d'Alacant i de la província. La via més propera al mar, únicament és usada quan s'estableixen serveis especials des de/fins a Porta del Mar i l'accés dels trens i tramvies als tallers de la Marina.
Compta amb dos accessos des de l'Avinguda de la Vila Joiosa.

## Línies i connexions
| << Capçalera  | < Estació    | Línia | Estació > | Capçalera >>        |
| ------------- | ------------ | ----- | --------- | ------------------- |
| Estels        | MARQ-Castell |       | La Illeta | Benidorm            |
| Estels        | MARQ-Castell |       | La Illeta | el Campello         |
| Estels        | MARQ-Castell |       | La Illeta | Plaça de La Corunya |
| Porta del Mar | La Marina    |       | La Illeta | Plaça de La Corunya |